# Implosion

Bei einer Explosion (oben) wirken die Kräfte vom Zentrum fort, bei einer Implosion (unten) jedoch sind die Kräfte auf das Zentrum selbst gerichtet. Das Objekt bricht in sich selbst zusammen.

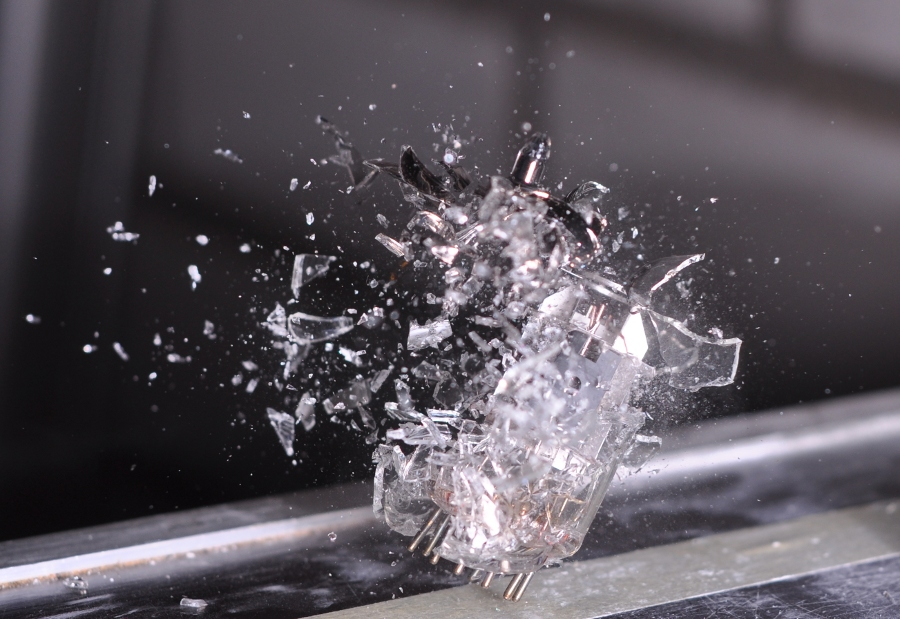
Implodierende Vakuumröhre

Eine Implosion ist der plötzliche Zusammenbruch eines Objekts infolge eines Außendrucks, der größer als der Innendruck ist, oder anderer Kräfte, die unausgeglichen auf die Objektmitte hin wirken. Die Implosion steht damit im Gegensatz zur Explosion, die dementsprechend aus dem umgekehrten Kräfteverhältnis resultiert.
Eine Implosion kann beispielsweise bei der Zerstörung einer evakuierten Bildröhre eines Fernsehgerätes oder (CRT-)Computerbildschirmes auftreten. Ursache solcher Implosionen ist dabei der Verlust der Stabilität des Gefäßes, die den Druckunterschied tragen soll. Sie sind häufig mit einem lauten Knall auf Grund des sich rapide ändernden Luftdrucks verbunden. Zwar werden die Trümmerteile dabei zunächst ins Innere des zerstörten Gefäßes beschleunigt, durch die resultierenden Kollisionen aber nur teilweise abgebremst und fliegen in der Folge explosionsartig auseinander.
Ein weiteres typisches Beispiel für Implosionen sind U-Boote, die vom Wasserdruck zusammengedrückt werden. Im Juni 2023 wurde das Tiefsee-U-Boot Titan mit fünf Menschen an Bord während einer Tauchfahrt zum Wrack der Titanic im Nordatlantik durch eine Implosion zerstört.
Implosionen können sich auch ohne die mechanische Zerstörung eines Gefäßes ereignen. So kollabieren etwa bei der Kavitation, die z. B. beim Betrieb von Schiffsschrauben auftreten kann, schlagartig kleine, nur kurz zuvor gebildete Dampfblasen, da der sie umgebende Wasserdruck ihren eigenen Innendruck übersteigt.
In Kernwaffen werden Implosionen u. a. durch Sprengstofflinsen und das Teller-Ulam-Design erzeugt.